# Pasir Gudang
Pasir Gudang – miasto w Malezji, w stanie Johor. W 2000 roku liczyło 90 742 mieszkańców.